# Droßdorf (Gutenborn)

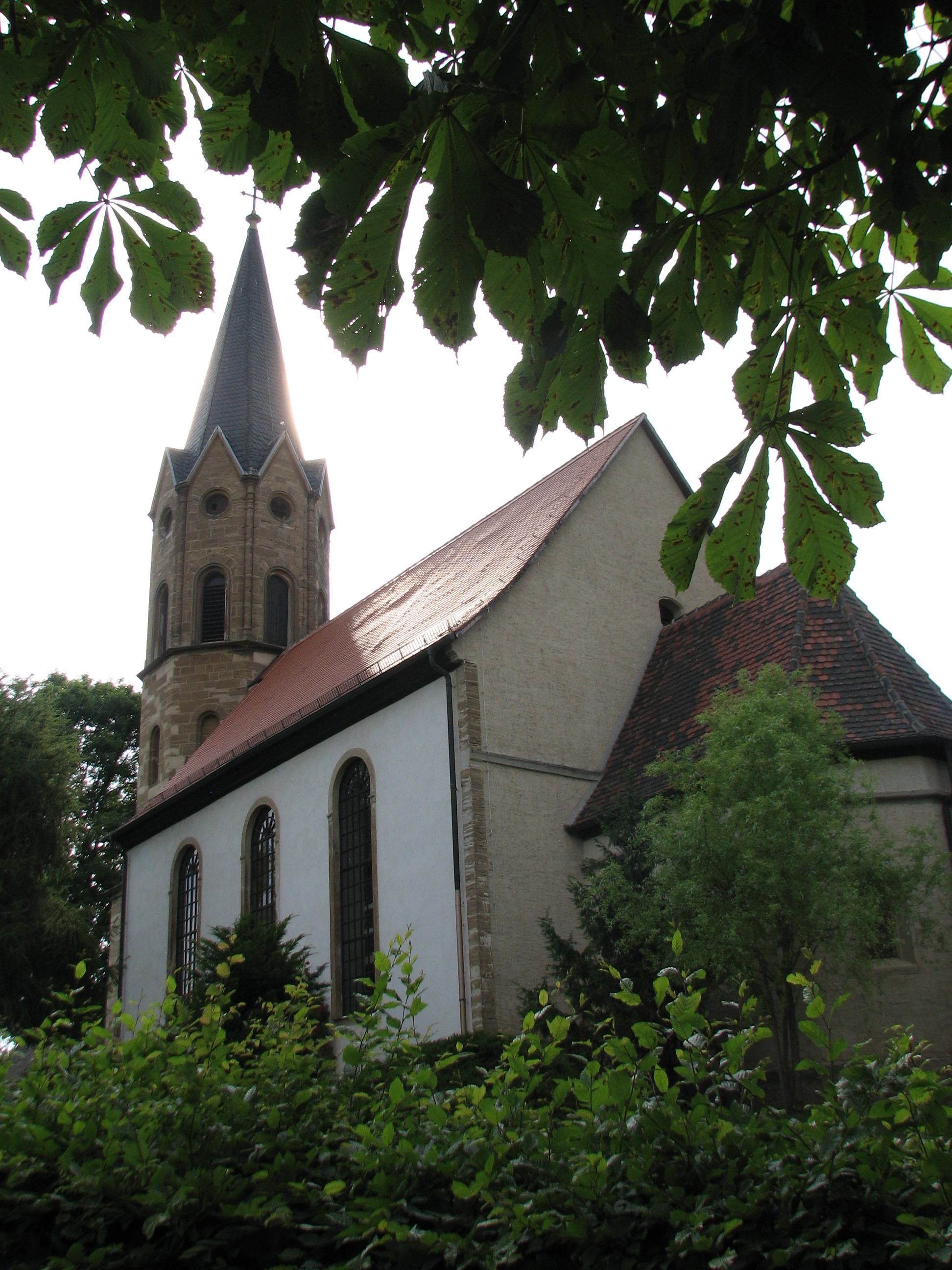
Kirche von Rippicha

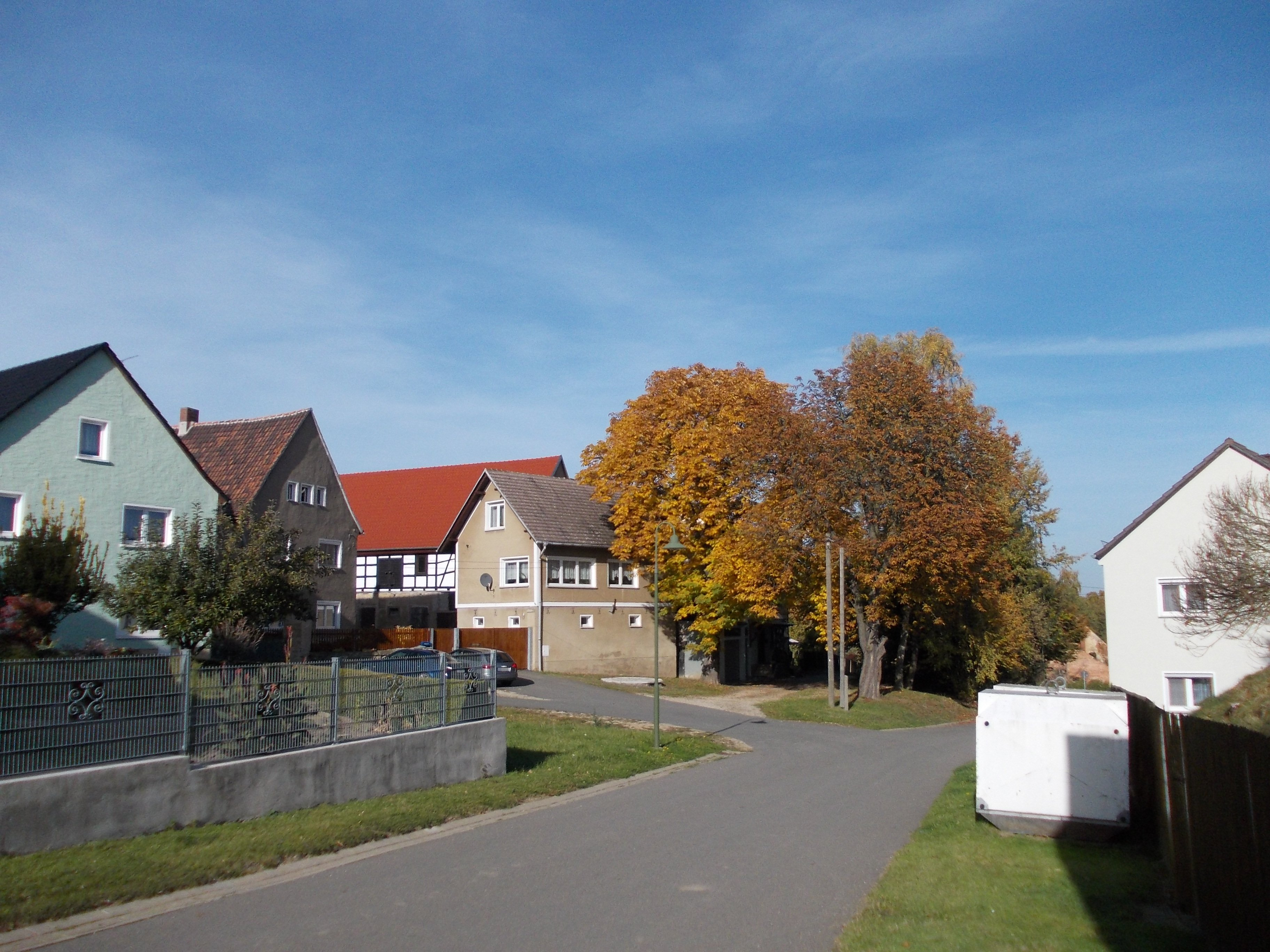
Dorfstraße

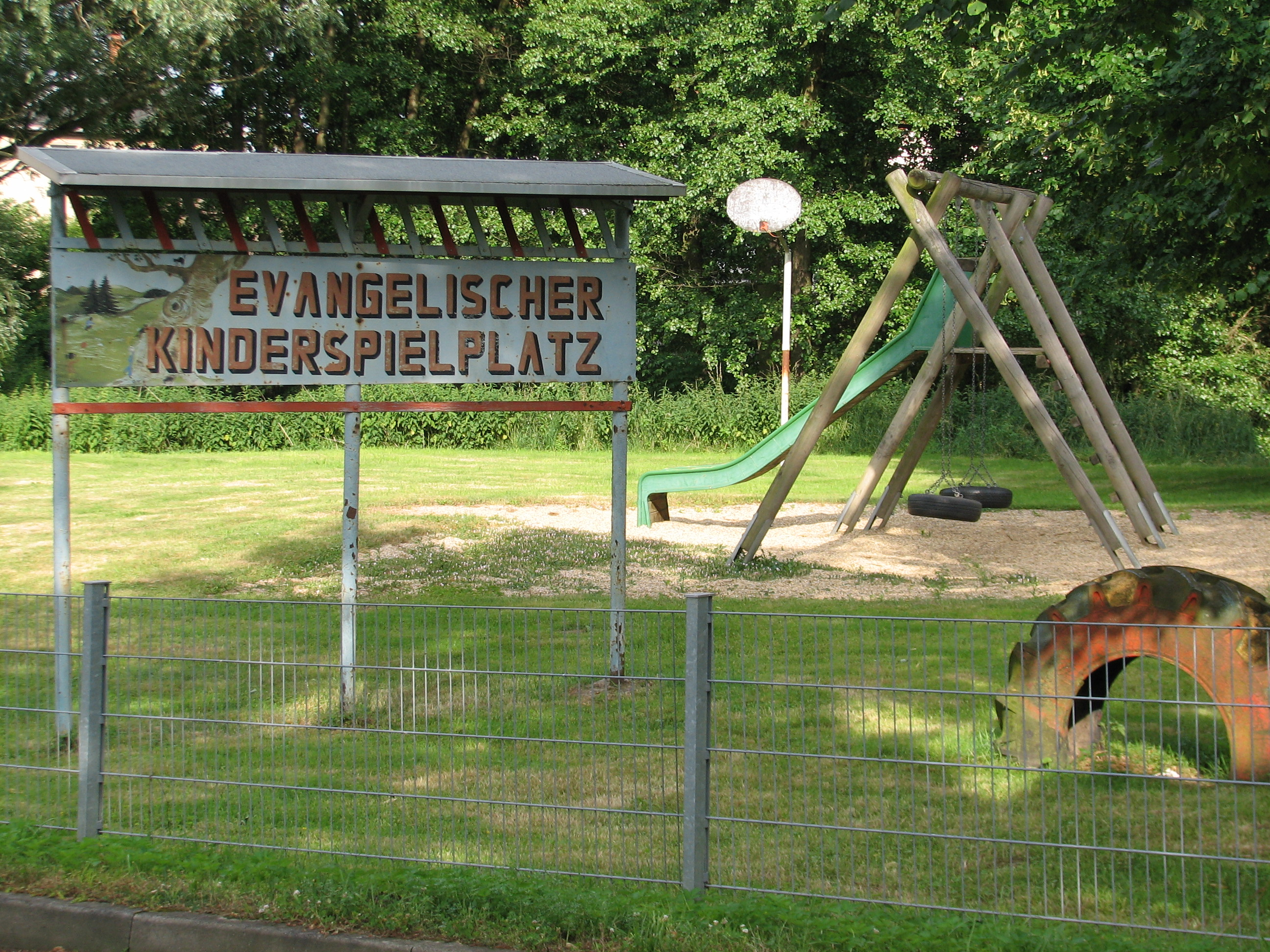
Der Evangelische Kinderspielplatz in Rippicha (Foto von 2017) geht auf eine Idee von Pfarrer Oskar Brüsewitz zurück

Droßdorf ist ein Ortsteil der Gemeinde Gutenborn im Burgenlandkreis in Sachsen-Anhalt.

## Geographie
Droßdorf liegt etwa 6 km südlich von Zeitz.

## Geschichte
Die erste urkundliche Erwähnung des Ortsteils Zetzschdorf fand um 1200 statt. Im Urkundenbuch Hst. Naumburg II 285 ist der 30. Oktober 1256 angegeben.
Am 1. Juli 1950 wurden die bis dahin eigenständigen Gemeinden Frauenhain und Kuhndorf eingegliedert.
Oskar Brüsewitz war von 1970 bis zu seinem Freitod 1976 evangelisch-lutherischer Pfarrer in Rippicha; seine Grabstätte liegt hinter der Kirche Rippicha auf dem Friedhof.
Entwicklung der Einwohnerzahl (ab 1995 31. Dezember):
| Jahr | Einwohner |
| ---- | --------- |
| 1990 | 642       |
| 1995 | 686       |
| 2000 | 724       |
| 2001 | 720       |
| 2002 | 694       |
| 2003 | 689       |

 Datenquelle: Statistisches Landesamt Sachsen-Anhalt
Einwohnerzahlen für Zetzschdorf:
| Jahr | Einwohner |
| ---- | --------- |
| 1816 | 55        |
| 1840 | 60        |
| 1900 | 60        |
| 1910 | 59        |
| 1925 | 51        |
| 1933 | 69        |
| 1989 | 39        |
| 2004 | 70        |

Ortsteile der ehemaligen Gemeinde Droßdorf waren:
- Frauenhain – liegt ca. 1 km östlich der B 2.
- Zetzschdorf – liegt ca. 2 km südlich von Droßdorf und 1 km östlich der B 2.
- Rippicha liegt südlich der Stadt Zeitz an der Bundesstraße 2. Der Ort war Wohn- und Predigtort des evangelischen Pfarrers Oskar Brüsewitz, der sich 1976 aus Protest gegen die Verhältnisse in der DDR in Zeitz öffentlich verbrannte.
- Röden
- Kuhndorf

Mit den am 27. September 2009 anstehenden Kommunalwahlen wurde eine Gebietsreform umgesetzt, die Droßdorf zu einem Ortsteil der neuen Gemeinde Gutenborn machte. Seit dem 1. Januar 2010 gehört Droßdorf mit seinen Ortsteilen wie auch Bergisdorf, Heuckewalde und Schellbach mit den jeweiligen Ortsteilen zur Gemeinde Gutenborn. Diese gehört seither zur Verbandsgemeinde Droyßiger-Zeitzer Forst.